# 재러드 파달레키
재러드 트리스턴 파달레키(Jared Tristan Padalecki, 1982년 7월 19일 ~ )는 미국의 배우이다. 배우자 제네비브 코르테스와는 CW TV의 수퍼내추럴을 찍다가 사귀게 되어 결국 결혼에 골인하게 되었다.

## 생애
그는 1982년 7월 19일에 미국 텍사스주의 샌 안토니오에서 태어났다. 그는 텍사스대학교 졸업하였고 1999년 드라마인 <어 리틀 인사이드(a little inside)>로 데뷔를 하였다.
The CW의 길모걸 걸즈의 딘 역과 수퍼내추럴 샘 윈체스터 역을 맡은 것으로 가장 잘 알려져 있다.
수퍼내추럴에서 샘 윈체스터와 얽혔던 악마 루비 역의 제네비브 코르테스와 실제 연인 관계로 발전해 2010년 2월 27일 결혼에 골인하였다.
2020년 수퍼내추럴을 시즌 15로 마무리하고 2021년부터는 The CW의 <워커(Walker)>에 주연으로 출연하며 공동 제작책임자를 맡고 있다.

## 출연 작품
- A Little Inside
- 길모어 걸즈 (Gilmore Girls) - 딘 역
- 수퍼내추럴 (Supernatural) - 샘 윈체스터 역
- 워커 (Walker) - 코델 워커 역
- 13일의 금요일 (Friday the 13th) - 클레이 밀러 역
- 하우스 오브 왁스(House of Wax) - 웨이드 역
- 크리스마스 별장 (Christmas Cottage) - 토마스 킨케이드 역
- 피닉스 (Flight of the Phoenix) - 데이비스 역
- 크라이 울프 (Cry Wolf) - 톰 역
- 뉴욕 미니트 (Newyork Minute) - 트레이 립톤 역
- 열두명의 웬수들 (Cheaper by the Dozen)